# 스카이 시티 1000
스카이 시티 1000(일본어: スカイシティー1000)은 도쿄도의 마천루 구상이다. 일본의 거품 경제 최전성기인 1989년에 제안되었다. 주거시설과 상업시설, 오락시설, 공원 등이 건물 내에 집약되어, 건물 내에서 모든 생활이 가능한 '공중도시'를 실현하고자 하는 구상이다.

## 구상
스카이 시티 1000 구상은 높이 1,000 m, 1층 너비 400 m, 연면적 8 km2의 건물이다. 1989년 다케나카공무점(일본어: 竹中工務店)에서 제안한 이 구상에 따르면 35,000-36,000명의 입주자와 100,000명의 노동자를 수용할 수 있다.
스카이 시티 1000은 각각 높이 56 m의 오목한 정육각형 접시 모양의 '공중대지(일본어: 空中台地)' 14개가 겹쳐져 쌓인 형태로, 하층은 넓게, 상층은 좁게 만들어 전체적으로는 측면이 완만한 곡선을 그리게 하고, 각 층 사이에는 공간을 두어, 강풍의 영향을 최소화한다. 공중대지 내부는 녹지 공간, 가장자리는 아파트로 구성된다. 각 층의 가장자리에는 여러 개의 공간인 '수퍼칼럼(일본어: スーパーカラム)'을 두어 화재가 발생할 시의 피해를 최소화한다. 스카이 시티 1000 내부에서는 이동수단으로 고속 엘리베이터와 모노레일이 주행하게 된다. 스카이 시티 1000에는 사무실, 상업시설, 학교, 극장 등 현대적인 편의시설들도 입주한다.
당시 일본의 부동산 시세는 세계 최고 수준이었기에, 당시 일본에서 가장 저명한 건축가들 중 하나였던 구로카와 기쇼는 건설회사들이 자금의 90퍼센트를 부동산에 쓰고 나머지 10퍼센트만 건설에 쓰게 될 것이기 때문에 매우 복잡한 공학기술이 필요한 야심찬 건물의 건설도 상대적으로 저렴할 것이라고 언급했다. 스카이 시티 1000에 화재가 발생할 시의 위험을 평가하기 위해 도쿄도의 소방헬리콥터가 시험에 사용되고있다. 화재 위험에 대비하기 위해 3층 구조의 고속 엘리베이터가 구상되었으며 도쿄도 외곽의 실험장에서 시제품이 제작되었다.
스카이 시티 1000은 X-Seed 4000 등의 다른 마천루 구상들보다 더 진지하게 고려되기는 하지만, 현재까지 건설이 진행되지는 않고있다. 스카이 시티 1000이 완공된다면 세계에서 가장 높은 인공 구조물이 될 것이다.

## 시설
| 층수 | 시설 |
| ---- | ---- |
|      |      |

## 같이 보기
- 스카이 마일 타워